# Староселье (Выборгский район)
Староселье (до 1948 — Кескикюля, фин. Keskikylä) — посёлок в Красносельском сельском поселении Выборгского района Ленинградской области.

## Название
Топоним Кескикюля в переводе означает «Средняя деревня». Он охватывал небольшие, расположенные по смежеству деревни: Пююккёля (упоминается в документах XVI века), Орола (упоминается в документах XVIII века), Яаскеля (упоминается в документах XVIII века) и Норккола (упоминается в документах XVIII века). В указанных деревнях в общей сложности было около 40 домов. 
Зимой 1948 года деревне Яаскеля было присвоено наименование Восход, поскольку на ее территории размещался одноимённый колхоз. Спустя некоторое время название деревни было изменено на Староселье. Вскоре новое название распространилось на все близлежащие селения, в том числе и на общее название Кескиюля. 
Переименование было закреплено указом Президиума ВС РСФСР от 13 января 1949 года.

## История
Археологические находки, выявившие наличие в грунте отдельных изготовленных руками человека предметов, относящихся к периоду каменного века, указывают на вероятность стоянок древних людей в этих местах.

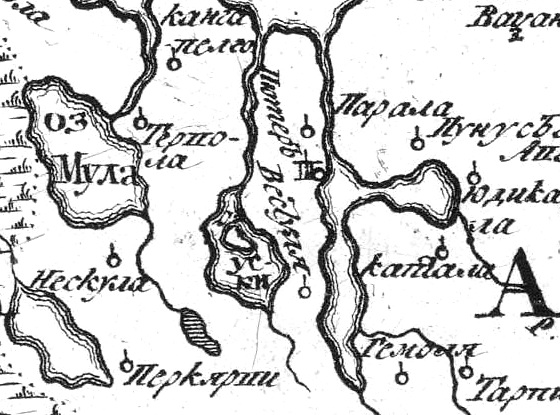
Деревня Нескула на русской карте 1745 года

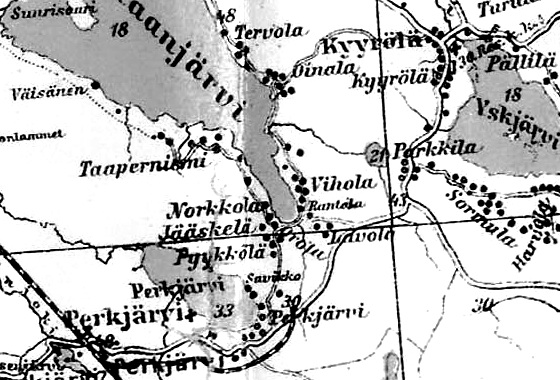
Деревни Норккола, Яаскеля, Пююккёля и Орола на финской карте 1923 года

До 1939 года деревня Кескикюля входила в состав волости Муолаа Выборгской губернии Финляндской республики.
С 1 мая 1940 года по 30 сентября 1948 года — в составе Перкъярвского сельсовета Каннельярвского района. 
С 1 июля 1941 года по 31 мая 1944 года — финская оккупация. 
С 1 октября 1948 года — в составе Кирилловского сельсовета Рощинского района.
С 1 января 1949 года учитывается административными данными как деревня Староселье. 
В 1961 году население посёлка составляло 192 человека.
С 1 февраля 1963 года — в составе Выборгского района.
Согласно данным 1966 года посёлок Староселье входил в состав Кирилловского сельсовета.
Согласно данным 1973 и 1990 годов посёлок Староселье входил в состав Красносельского сельсовета.
В 1997 году в посёлке Староселье Красносельской волости проживали 70 человек, в 2002 году — 56 человек (русские — 98 %).
В 2007 году в посёлке Староселье Красносельского СП проживали 45 человек, в 2010 году — 59 человек.

## География
Посёлок расположен в восточной части района на автодороге 41К-454 (подъезд к пос. Староселье).
Расстояние до административного центра поселения — 10 км. 
Расстояние до ближайшей железнодорожной станции Кирилловское — 10 км. 
Посёлок находится на южном берегу озера Глубокое.

## Демография
| 2007 | 2010 | 2017 | 2021 |
| ---- | ---- | ---- | ---- |
| 45   | ↗59  | ↘50  | ↘41  |

## Улицы
Дачная, Кирпичная, Новосёлов, Озёрная, Центральная.